# Dinastia Đinh
La Dinastia Đinh (vietnamita: Nhà Đinh; sino-vietnamita: 丁朝, Đinh Triều) è una dinastia annamita che ha regnato tra il 968 e il 981.
Sotto i Đinh  a metà del X secolo si raggiunse l'indipendenza dalla Cina. Tra i grandi cambiamenti che seguirono, il Buddhismo fu proclamato religione nazionale, si instaurò un sistema di monetazione che portò alla creazione e circolazione delle prime monete fuse del Vietnam, il Van vietnamita.